# Plateau-Central
Plateau-Central er en af Burkina Fasos 13 regioner. Den blev oprettet den 2. juli 2001, og havde i 2006 647.516 indbyggere. Regionshovedstaden er Ziniaré. Regionen består af tre provinser: Ganzourgou, Kourwéogo og Oubritenga.